# K-162
Classe Papa è la designazione NATO del Sottomarino nucleare lanciamissili sovietico K-162 (poi K-222), unico esemplare costruito del progetto 661 Anchar. Entrato in servizio nel 1969, venne posto in riserva nel 1988.

## Sviluppo
Non si hanno molte notizie sullo sviluppo di questo sottomarino. L'unità, con il nome di K-162, venne impostata presso il cantiere navale Sevmash, a Severodvinsk, il 28 dicembre 1963, e fu varata nel 1966. L'ingresso in servizio si ebbe solo il 31 dicembre 1969.
Si trattava di un progetto piuttosto innovativo, soprattutto per le tecniche di costruzione utilizzate (ampio utilizzo del titanio, in particolare). Probabilmente, si trattò del banco di prova per le stesse tecnologie che i sovietici avrebbero poi utilizzato sulla successiva classe Alfa.
Nonostante inizialmente si pensasse ad una serie di dieci battelli, alla fine la produzione fu limitata ad una sola unità, a causa della rumorosità e del numero insufficiente di missili, oltre che per i costi elevati.

## Tecnica
Il K-162 venne costruito nel cantiere Sevmash a Severodvinsk. Per la costruzione si fece ampio ricorso al titanio, in modo da diminuire il dislocamento ed aumentare la resistenza dello scafo (e quindi la profondità operativa).
La propulsione era assicurata da un reattore ad acqua pressurizzata, che era in grado di spingerlo fino a 44,7 nodi (82,8 km/h). Questa velocità, raggiunta durante le prove, rese questo battello il più veloce sottomarino del suo tempo, almeno fino all'avvento della successiva classe Alfa (la cui velocità era leggermente superiore).
Gli Alfa, tuttavia, imbarcarono reattori nucleari di tipo diverso (a metallo liquido).

## Armamento
L'armamento principale consisteva in dieci missili antinave SS-N-9 Siren, che avevano una gittata di circa 110 km. I missili erano sistemati singolarmente in altrettanti tubi, posti all'interno del battello (più precisamente, tra lo scafo pressurizzato e quello esterno).
L'armamento secondario, probabilmente, comprendeva un certo numero di tubi lanciasiluri.

## Il servizio
Il K-162 entrò in servizio nel 1969 nella Flotta del Nord. Successivamente, l'unità fu rinominata K-222. La sua vita operativa fu caratterizzata da problemi tecnici e guasti, dovuti all'alta velocità. Il 30 settembre 1980 il reattore rimase seriamente danneggiato durante la manutenzione.
Posto in riserva nel 1988, venne definitivamente cancellato dai registri della flotta nel 1989. Dieci anni dopo venne trasferito al Sevmash di Severodvinsk per la demolizione, ma la particolarità delle tecniche costruttive utilizzate non consentirono l'utilizzo dei metodi tradizionali per la demolizione. Il battello è quindi rimasto per un altro decennio ormeggiato, fino al 2010, quando è stato rimorchiato fino al centro di riparazioni di Zvezdochka. Il 3 maggio sono iniziati i lavori di smantellamento.
Il K-162/K-222 è stato uno dei sottomarini più veloci mai costruiti. L'elevata velocità tuttavia fu anche una fonte di problemi, perché provocava danni strutturali al mezzo e guasti frequenti. Questo fatto, unito agli elevati costi di costruzione (per i suoi elevati costi ricevette il nomignolo di Goldfish), probabilmente spinse i sovietici a realizzare un solo esemplare della classe Papa e solo una manciata di Alfa. La preferenza andò quindi a mezzi più convenzionali e meno problematici, ovvero ai contemporanei Progetto 670 - Charlie.

## Il K-162 nella cultura di massa
Un Sottomarino Classe Papa è nominato nel Romanzo di Tom Clancy Uragano Rosso: "Due eliche, missili da crociera, svelto come un ladro" impegnato in operazioni offensive contro un convoglio navale della NATO.

## Altre immagini

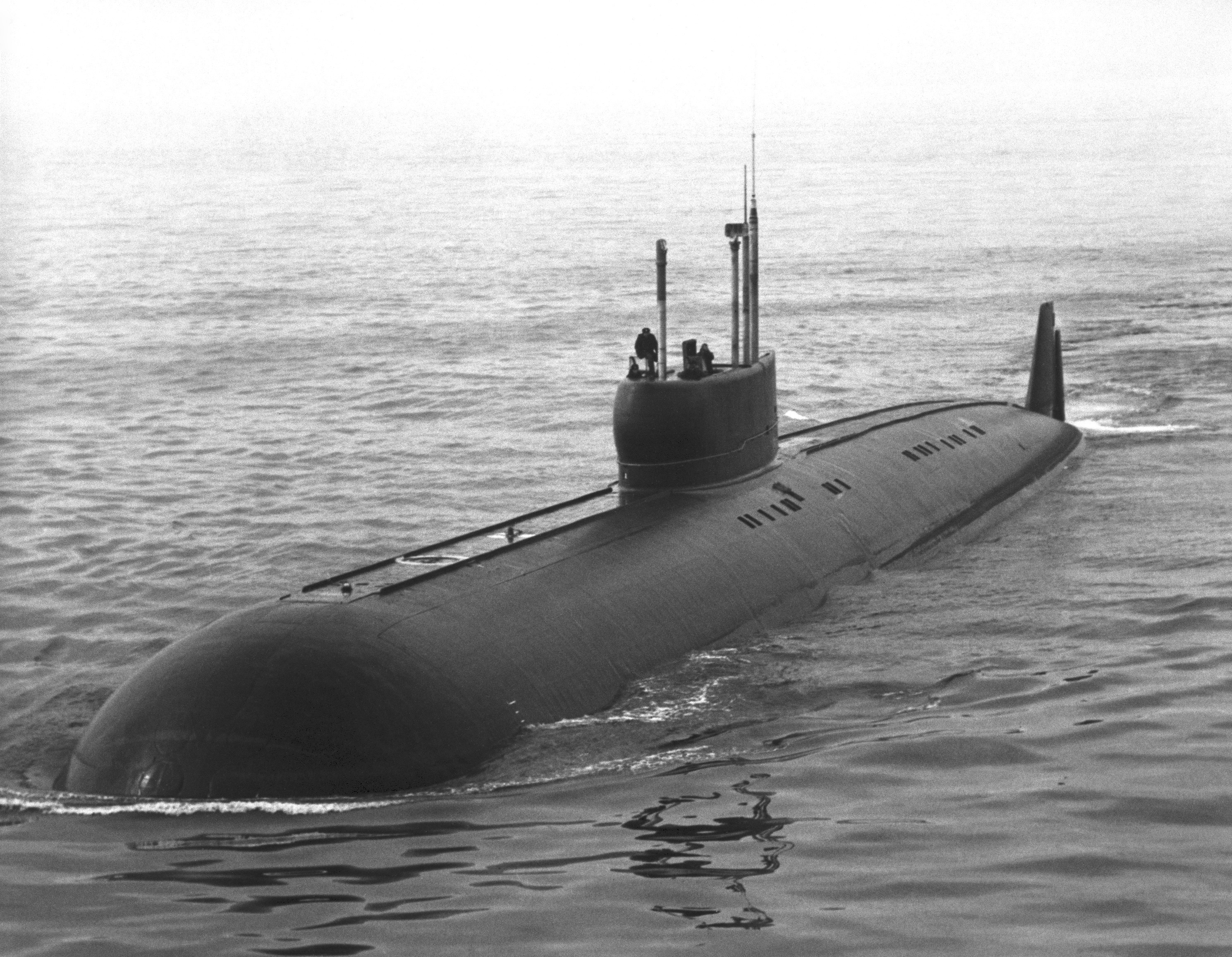
Vista frontale del K-162
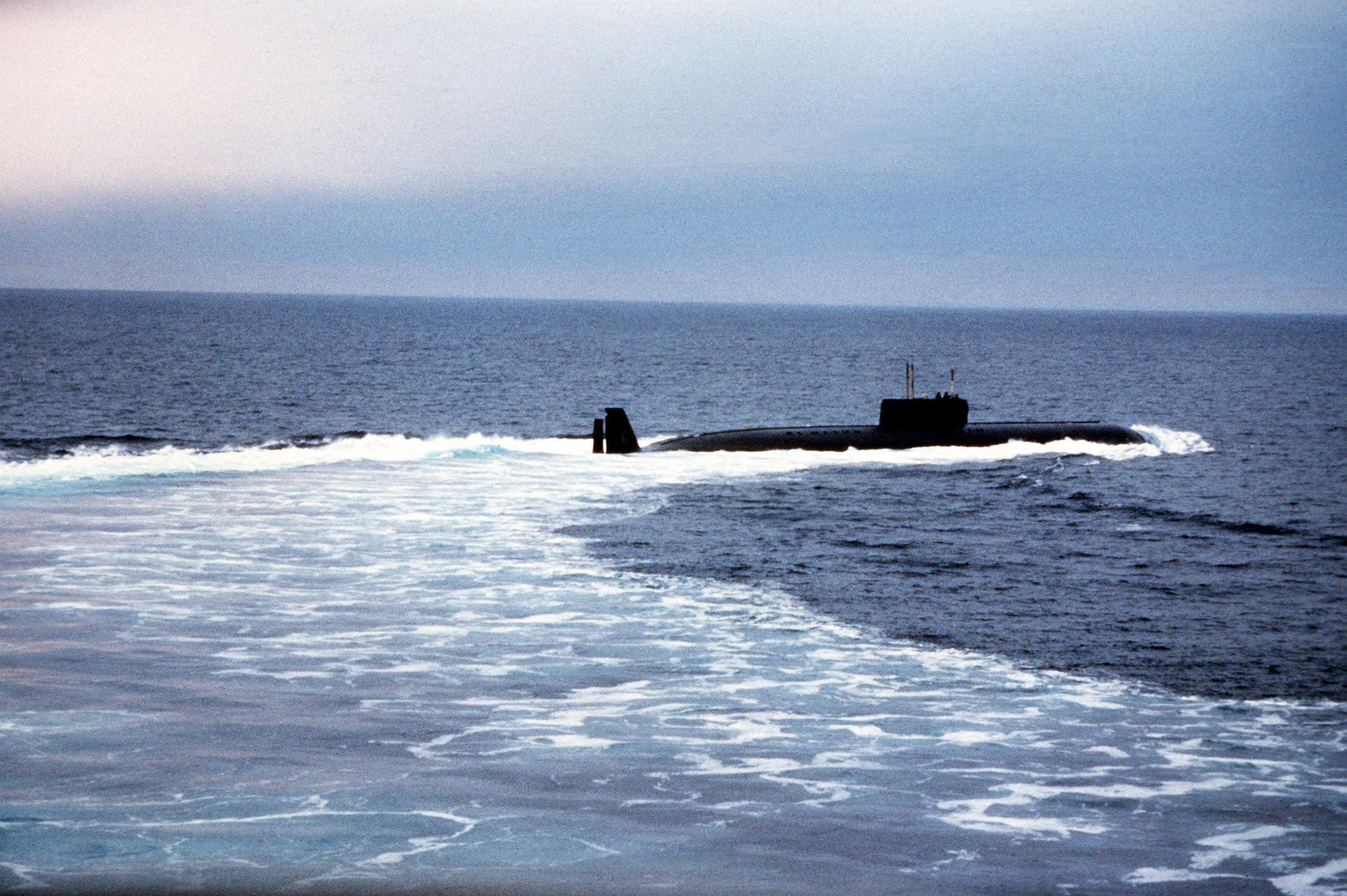
Il K-162
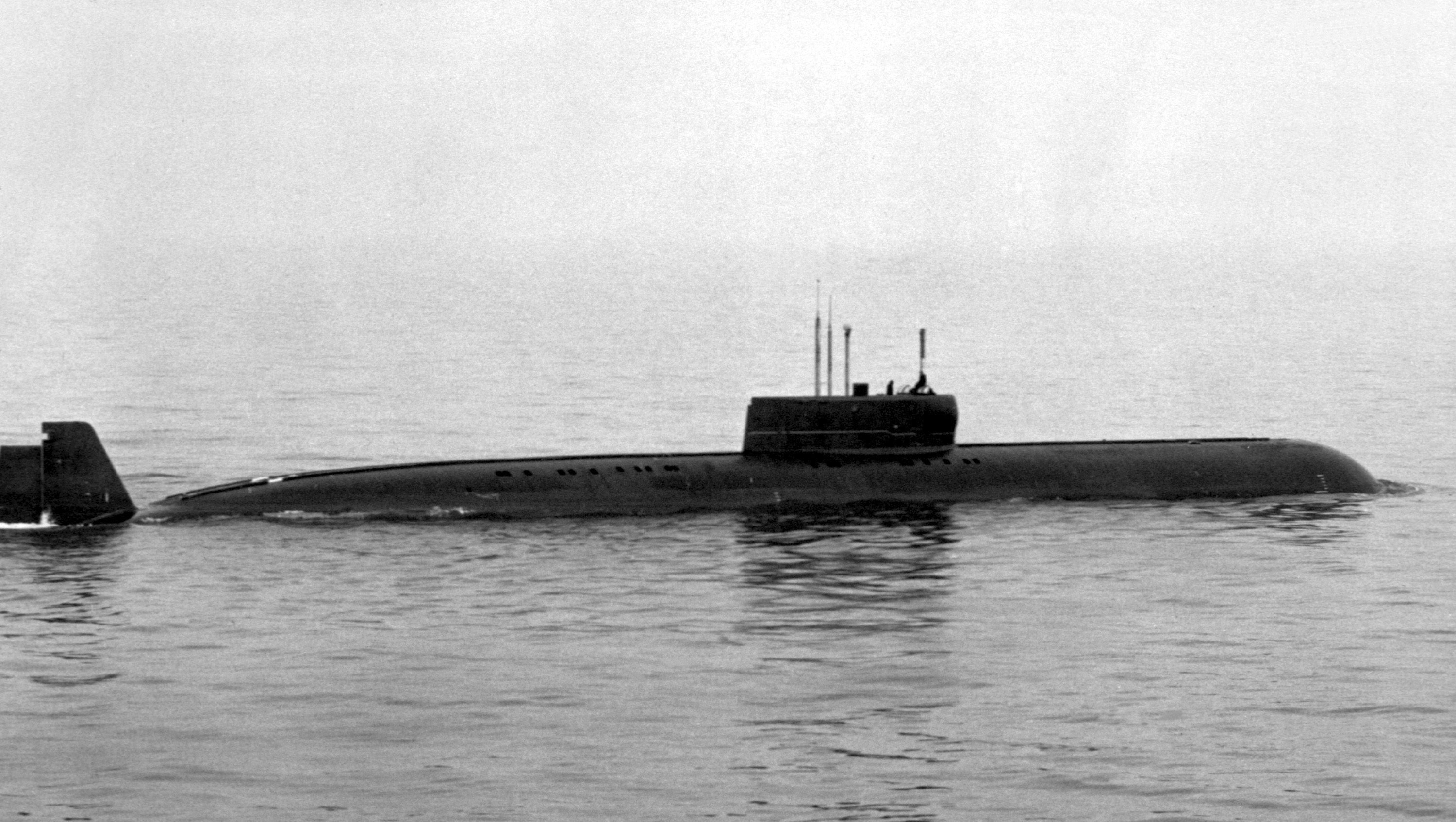
Il K-222 (ex K-162) nel 1985
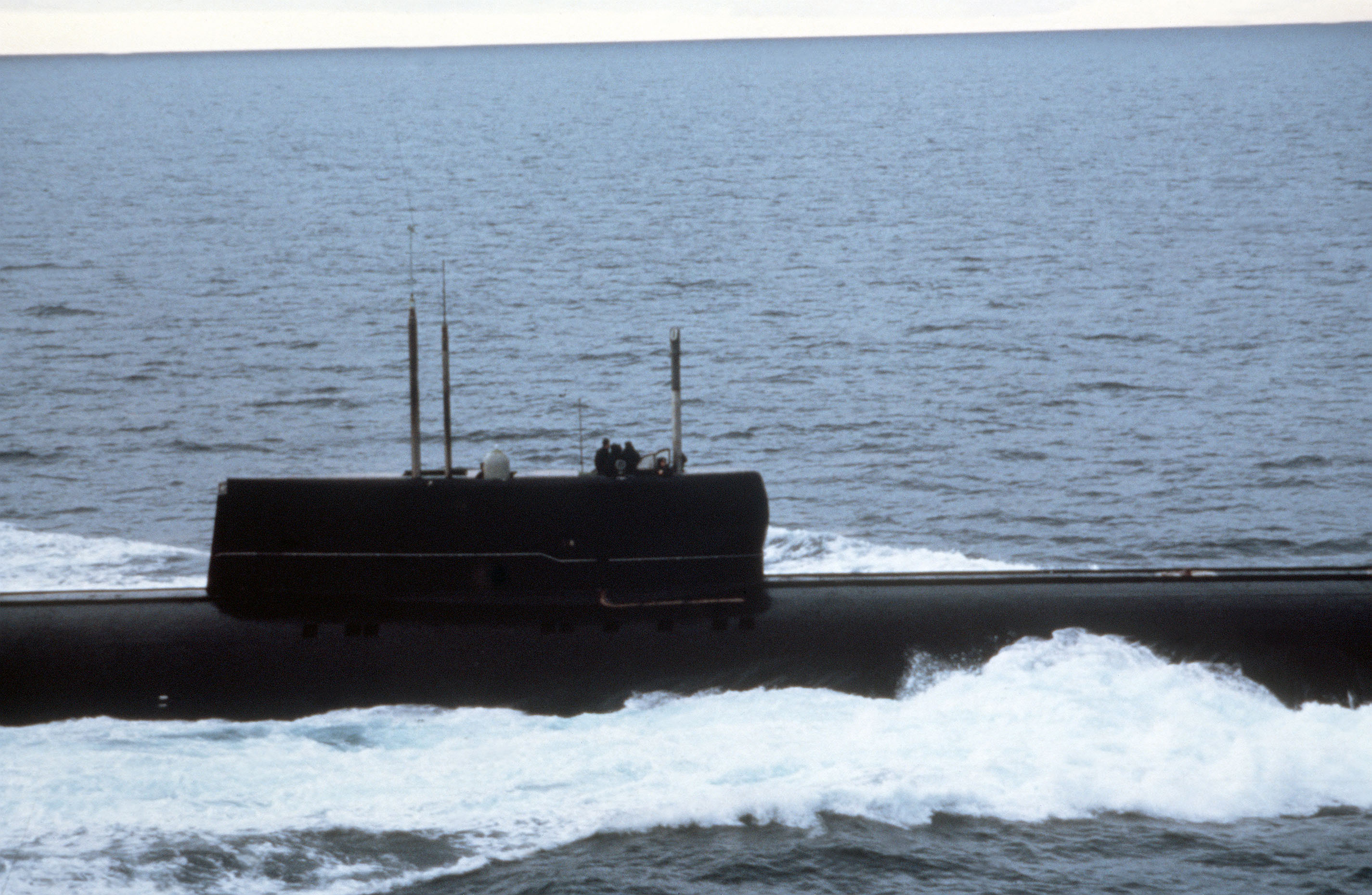
Particolare della torretta